# The Sunday Post
The Sunday Post este un ziar săptămânal britanic tipărit duminica, fondat în anul 1914. Ziarul este citit în special în Scoția și Anglia de Nord, și este publicat de compania de presă D C Thomson.
În luna mai 2008, ziarul avea un tiraj de 401,908 de exemplare.